# Цыганский сельский совет
Цыганский сельский совет (укр. Циганська сільська рада) — входит в состав
Борщёвского района
Тернопольской области
Украины.
Административный центр сельского совета находится в 
с. Цыганы.

## Населённые пункты совета
- с. Цыганы